# Johann Doblhofer
Johann Doblhofer (* 18. August 1911 in Utzenaich; † unbekannt) war ein nationalsozialistischer Kreisleiter im Kreis St. Pölten.

## Leben
Johann Doblhofer wurde 1938 als volkspolitischer Referent für das Gebiet von St. Pölten ernannt. Er leitete am 10. April 1938 die Abstimmung über den Anschluss Österreichs an das Deutsche Reich. Am 30. Juni 1938 beantragte er die Aufnahme in die NSDAP und wurde rückwirkend zum 1. Mai desselben Jahres aufgenommen (Mitgliedsnummer 6.170.622). Bis zum 26. Juli 1938 war Johann Doblhofer kommissarischer Kreisleiter des Kreises St. Pölten. Bevor er im August 1939 zur Wehrmacht eingezogen wurde, übte er noch Funktionen in der Gauleitung Wien und der Landeshauptmannschaft Niederösterreich aus. Er wurde am 24. Oktober 1947 zu einer zehnjährigen Kerkerstrafe verurteilt, jedoch am 11. Oktober 1949 vom Bundespräsidenten begnadigt.